# Liste der Gedenktafeln und Gedenksteine in Wien/Währing
Diese Liste der Gedenktafeln und Gedenksteine in Wien/Währing enthält die Gedenktafeln im öffentlichen Raum des 18. Wiener Gemeindebezirks Währing. Eine Grundlage dieser Liste ist „Wien Kulturgut“, der digitale Kulturstadtplan der Stadt Wien, daneben das Wien Geschichte Wiki und Archivmeldungen der Rathauskorrespondenz.
Neben den wandgebundenen Gedenktafeln sind auch die von der Stadt Wien als Denkmäler klassifizierten Gedenksteine angeführt. Andere Denkmäler sowie Kunstwerke im öffentlichen Raum sind unter Liste der Kunstwerke im öffentlichen Raum in Wien/Währing zu finden.
Erinnerungssteine sind in Stationen der Erinnerung in Währing angeführt.

## Gedenktafeln und Gedenksteine
| Foto |                 | Inschrift | Name                                                                                               | Typ         | Standort                                        | Beschreibung | Metadaten                                                                                                   |
| ---- | --------------- | --- | -------------------------------------------------------------------------------------------------- | ----------- | ----------------------------------------------- | --- | --- |
| ja   | Datei hochladen | Béla Bartók, der weltbekannte ungarische Komponist lebte und wirkte in diesem Hause von 1905 – 1906 Diese Gedenktafel wurde von der Ungarischen Volksrepublik anläßlich des 100. Geburtstages des Künstlers errichtet. – 1981 – | Béla Bartók - Gedenktafel ID: 94435 viennatouristguide                                             | Gedenktafel | Gersthofer Straße 57 (Wallrißstraße 1) Standort | Marmor. Diese Gedenktafel wurde anlässlich des 100. Geburtstages des Komponisten im Rahmen der Ungarischen Kulturtage 1981 enthüllt. (1981) | |
| ja   | Datei hochladen | Beethoven und Schubert fanden hier ihre ersten — Ruhestätten — —— Nach Auflassung des Währinger Ortsfriedhofes der Nachwelt zum dauernden Gedächtnis erhalten durch den Wiener Schubertbund MCMXXIII | Beethoven / Schubert - Gedenktafel ID: 96530                                                       | Gedenktafel | Währinger Straße 142 Standort                   | Stein (Marmor) (1923) | Standort: Schubertpark (an der Mauer zwischen den Grabdenkmälern)                                           |
| ja   | Datei hochladen | In diesem Hause lebte von 1902 bis 1906 Ludwig Boltzmann einer der bedeutendsten theoretischen Physiker | Ludwig Boltzmann - Gedenktafel ID: 94665                                                           | Gedenktafel | Haizingergasse 26 Standort                      | Laaser Marmor | |
| ja   | Datei hochladen | Dem großen Künstler und Menschen Alfred Cossmann Wiedererwecker des Kupferstiches Geb. 1870 Gest. 1951 Er wohnte und schuf in diesem Hause von 1913 bis zu seinem Tode Die Alfred Cossmanngesellschaft Wien MCMLIV | Alfred Cossmann - Gedenktafel                                                                      | Gedenktafel | Lazaristengasse 14 Standort                     | (1954) | |
| ja   | Datei hochladen | In diesem Haus lebte von 1900 - 1938 der österreichische Schriftsteller u. Kulturhistoriker Egon Friedell geb. 21.1.1878 Hier sprang er am 16.3.1938 aus Furcht vor der Ergreifung durch die SA in den Tod. Österreichische Gesellschaft für Literatur | Egon Friedell - Gedenktafel ID: 96522 viennatouristguide                                           | Gedenktafel | Gentzgasse 7 Standort                           | Stein (Marmor) (1994) | |
| ja   | Datei hochladen | Dem hervorragenden Reformer der Lehrerbildung und Freund der Lehrer Hofrat P. Dr. Heinrich Giese SVD. 1863 – 1937 dem langjährigen Direktor dieser Anstalt Die Absolventen des Katholischen Lehrerseminars | Heinrich Giese - Gedenktafel viennatouristguide                                                    | Gedenktafel | Michaelerstraße 10 Standort                     | | |
| ja   | Datei hochladen | Ludwig Gruber=Platzerl Hier schuf Ludwig Gruber seine schönsten Wienerwaldlieder 1929 | Ludwig Gruber - Gedenkstein ID: 75202                                                              | Gedenkstein | Keylwerthgasse Standort                         | (1929) | Standort: Am Stadtwanderweg nach Neuwaldegg, ca. 100 m westlich der Kreuzung Sommerhaidenweg/Keylwerthgasse |
| ja   | Datei hochladen | In diesem Hause wohnte der Wiener Volksdichter Rudolf Hawel Er starb hier im 64. Lebensjahre am 23. Nov. 1923 Vereinig. Wr. Leben Hawel Denkmal-Komitee | Rudolf Hawel - Gedenktafel ID: 96521 viennatouristguide                                            | Gedenktafel | Gentzgasse 55 Standort                          | Stein (Sandstein), Metall (Bronze) | |
| ja   | Datei hochladen | Hermann Jelinek Dr. Alfred Becher 1848 Wenzel Messenhauser Robert Blum | Gedenkstein 1848 – Hermann Jellinek, Dr. Alfred Becher, Wenzel Messenhauser, Robert Blum ID: 74447 | Gedenkstein | Währinger Park Standort                         | Findling mit Inschriftentafel, der an die hingerichteten 1848er Hermann Jellinek, Alfred Julius Becher, Wenzel Messenhauser und Robert Blum erinnert (1924)                                                                                               | |
| ja   | Datei hochladen | Hier wohnte Emmerich Kálmán von 1930 – 1939 und komponierte seine weltbekannten Melodien | Emmerich Kálmán - Gedenktafel ID: 96523 viennatouristguide                                         | Gedenktafel | Hasenauerstraße 29 Standort                     | Stein (Gneis) (1976) | |
| ja   | Datei hochladen | In diesem Hause lebte und arbeitete in den Jahren 1928 - 1938 und 1949 - 1951 der Komponist ERICH WOLFGANG KORNGOLD | Erich Wolfgang Korngold - Gedenktafel ID: 96532 viennatouristguide                                 | Gedenktafel | Sternwartestraße 35 Standort                    | Stein (Marmor) | |
| ja   | Datei hochladen | Hier starb am 10. Dezember 1910 der grosse serbische Dichter Laza Kostić Matica Srpska, Novi Sad 1960 | Laza Kostić - Gedenktafel ID: 96535 viennatouristguide                                             | Gedenktafel | Sternwartestraße 74 Standort                    | Stein (Marmor) (1960) | |
| ja   | Datei hochladen | Der österreichische Komponist Ernst Krenek wurde in diesem Haus am 23.8.1900 geboren, er verbracht hier seine Kindheit u. Jugend. † 22.12.1991 Gestiftet von der Österreichischen Beamtenversicherung | Ernst Krenek - Gedenktafel ID: 96519 viennatouristguide                                            | Gedenktafel | Argauergasse 3 Standort                         | Stein (Marmor) (um 1992) | |
| ja   | Datei hochladen | Der Komponist Ernst Krenek 1900 – 1991 besuchte von 1911 bis 1919 diese Schule | Ernst Krenek - Gedenktafel                                                                         | Gedenktafel | Klostergasse 21                                 | | |
| ja   | Datei hochladen | In diesem Hause wohnte der grosse Jugendförderer, Gründer und Direktor der Knaben- und Mädchen- Beschäftigungsanstalt „Pestalozzi“, Gustav Krützner geboren 1871 – gestorben 1930 Gew. v. Gustav Krützner-Bund | Gustav Krützner - Gedenktafel ID: 96531 viennatouristguide                                         | Gedenktafel | Staudgasse 52 Standort                          | Stein (Marmor), Metall (Bronze) (1931) | |
| ja   | Datei hochladen | Dieses Haus war von 1881–1915 das Heim des Klaviervirtuosen und Musikpädagogen Professors THEODOR LESCHETIZKY geb. 22. Juni 1830, gest. 14. Nov. 1915 | Theodor Leschetizky - Gedenktafel ID: 96536 viennatouristguide                                     | Gedenktafel | Weimarerstraße 60 Standort                      | Stein (Marmor) (1930) | |
| ja   | Datei hochladen | Josef Loschmidt 1821-1895 Pionier der Atomistik Chemiker und Physiker wohnte hier 1890-1895 | Josef Loschmidt - Gedenktafel ID: 96527 viennatouristguide                                         | Gedenktafel | Lacknergasse 79 Standort                        | Ferdinand Welz, Metall (Bronze) (1996) | |
| ja   | Datei hochladen | In diesem Hause lebte und schuf der heimische deutsche Dichter und Denker Wolfgang Madjera geb. 29. VI.1868 vom Jahre 1902 bis zu seinem Tode am 19. XII.1926 | Wolfgang Madjera - Gedenktafel viennatouristguide                                                  | Gedenktafel | Anastasius-Grün-Gasse 25 Standort               | | |
| ja   | Datei hochladen | Dieser Ginkgo wurde im Österreich-Millenium, am 15. Mai 1996 als Gedenk - Lebensbaum für den Widerstandskämpfer Kaplan DDr. Heinrich Maier (geboren am 16.02.1908 in Groß-Weikersdorf, hingerichtet am 22.03.1945 in Wien) von Bezirksvorsteher Karl Homole gepflanzt. | Heinrich Maier - Gedenktafel                                                                       | Gedenktafel | Bischof-Faber-Platz Standort                    | | |
| ja   | Datei hochladen | Kaplan Dr. Heinrich Maier geb. 18. Februar 1908 vom Altar weg verhaftet am 28. März 1944 geköpft für Christus und Österreich am 22. März 1945 im Landesgericht Wien | Heinrich Maier - Gedenktafel                                                                       | Gedenktafel | Bischof-Faber-Platz                             | | |
| ja   | Datei hochladen | In diesem Hause wohnte der Widerstandskämpfer Franz Josef Messner, Ermordet am 23. April 1945 im KZ Mauthausen. F. J. Messner war Generaldirektor der Semperit Gummiwerke. | Franz Josef Messner - Gedenktafel ID: 109038                                                       | Gedenktafel | Hasenauerstraße 61 Standort                     | Stein (2019) | |
| ja   | Datei hochladen | Professor Albrecht Moser 1920 - 2001 1962 - 1963 Generalsekretär der Wiener Staatsoper 1963 - 1972 Direktor der Wiener Volksoper 1972 - 1988 Generalsekretär der Gesellschaft der Musikfreunde in Wien 1983 - 1991 Präsident der Salzburger Festspiele | Albert Moser - Denkmal ID: 91577                                                                   | Gedenkstein | Schubertpark Standort                           | | |
| ja   | Datei hochladen | Konrad Mautner 1880 – 1924 Einem Meister der Volkskunde zum Gedenken | Konrad Mautner - Gedenktafel                                                                       | Gedenktafel | Mautnerweg Standort                             | | |
| ja   | Datei hochladen | In diesem Hause lebte Adam Müller-Guttenbrunn Ehrendoktor der Universität Wien vom September 1904 bis zu seinem Tode am 5. Jänner 1923. —— In Dankbarkeit widmete diese Tafel der Verein der Banater Schwaben in Wien der Erinnerung an seinen großen Heimatdichter. | Adam Müller-Guttenbrunn - Gedenktafel ID: 96525 viennatouristguide                                 | Gedenktafel | Hofstattgasse 17 Standort                       | Stein (Marmor) (1923) | |
| ja   | Datei hochladen | Im Gedenken Gottfried Natschläger 1944 – 2008 | Gottfried-Natschläger-Denkmal ID: 74285                                                            | Gedenkstein | Pötzleinsdorfer Straße 65 Standort              | Gedenkstein für den Bezirksrat Gottfried Natschläger (1944–2008), dahinter ein Gedenkbaum (2008) | Standort: In der Grünfläche vor dem Eingang zum Pötzleinsdorfer Schlosspark; Endstation Linie 41            |
| ja   | Datei hochladen | In diesem Hause lebte 1912 – 1945 Josef Patry 1870 – 1953 Wegbereiter der Heimkehr des Burgenlandes als Verfasser der 1906 erschienenen Schrift „Westungarn zu Deutsch-Österreich“ Österr. Burgenlandbund 1968 | Josef Patry - Gedenktafel                                                                          | Gedenktafel | Schulgasse 86 Standort                          | | |
| ja   | Datei hochladen | Franz Pfannenstiel Freiheitskämpfer 1902 - 1946 | Franz Pfannenstiel - Gedenktafel ID: 96520 viennatouristguide                                      | Gedenktafel | Chamissogasse 26–28 / Kreuzgasse 87–89 Standort | Stein (Marmor) | Standort: Pfannenstiel-Hof                                                                                  |
| ja   | Datei hochladen | Zum Gedenken an den Vater des Pennälertums Franz M. Pfeiffer M.K.V. KPV Thuiskonia | Franz M. Pfeiffer - Gedenktafel viennatouristguide                                                 | Gedenktafel | Dittesgasse 11 Standort                         | | |
| ja   | Datei hochladen | Josef Plečnik 1872 – 1957 Der bedeutende slowenische Architekt entwarf die Pläne für die Kinderschutzstation Pomembni slovenski arhitekt je izdelal načrte za otroško zavetišče erbaut/zgrajeno 1907/08 Kammer der Architekten und Ingenieurkonsulenten Slowenisches Wissenschaftsinstitut in Wien Bezirksmuseum Währing                                                   | Josef Plečnik - Gedenktafel ID: 96528 viennatouristguide                                           | Gedenktafel | Lacknergasse 98 Standort                        | Stein (Marmor) | |
| ja   | Datei hochladen | An dieser Stelle stand das Haus, in dem 1926/27 Alexandra von Hoyer (1898 – 1991) jene Gemischtwarenhandlung betrieb, die sie unter dem Schriftstellernamen Alja Rachmanowa in ihrem Dokumentarroman "Milchfrau in Ottakring" verewigt hat. | Alja Rachmanowa - Gedenktafel ID: 96524 viennatouristguide                                         | Gedenktafel | Hildebrandgasse 16 Standort                     | Stein (Gneis) (1996) | |
| ja   | Datei hochladen | Theodor Scheimpflug 1865–1911 Bahnbrech er auf dem Gebiet der Äro Photogrametrie Gew. v. III. Öst. Luftschiffertag 1913 | Theodor Scheimpflug - Gedenktafel ID: 96533 viennatouristguide                                     | Gedenktafel | Sternwartestraße 39 Standort                    | Stein (Sandstein) (1913) | |
| ja   | Datei hochladen | In diesem Hause wohnte der Dichter Arthur Schnitzler (1862 – 1931) von 1910 bis zu seinem Tode Österreichische Gesellschaft für Literatur | Arthur Schnitzler - Gedenktafel ID: 96534 viennatouristguide                                       | Gedenktafel | Sternwartestraße 71 Standort                    | Stein (Sandstein) (1962) | |
| ja   | Datei hochladen | FRANZ SCHUBERT componirte im Garten dieses Hauses (damals "zum Biersack" benannt) im Juli 1826 an einem Sonntage Abends im Kreise einiger Freunde in Mitte des lärmenden Wirthshausgetriebes das Lied STÄNDCHEN („Horch! Horch! die Lerch im Ätherblau.“) In pietätvoller Erinnerung an den unsterblichen Meister der Geselligkeits-Verein „Die Wilden von Wah-Ring“ 1885. | Franz Schubert - Gedenktafel ID: 96526 viennatouristguide                                          | Gedenktafel | Kutschkergasse 44 Standort                      | Stein (Sandstein). Die Gedenktafel wurde am 27. Juni 1885 errichtet und 1893 nach Abbruch des Hauses auf den an gleicher Stelle errichteten Neubau übertragen. 1912 erfolgte die Restaurierung der Tafel durch den Wiener Männergesangverein. (1885/1893) | |
| ja   | Datei hochladen | Franz Schubert zum Gedächtnis der Währinger Männer - Gesang- verein 1928 | Schubertlinde-Gedenkstein ID: 91547                                                                | Gedenktafel | Schubertpark Standort                           | (1928) | |
| ja   | Datei hochladen | Dem Andenken des Förderers der Kleingartenbewegung Herrn Insp. FRANZ SILLER gewidmet von den Vereinen Brunnstube Brunnstubenbauern 1925 | Franz Siller - Denkmal ID: 74288                                                                   | Gedenkstein | Sonnenbadweg Standort                           | (1925) | |
| ja   | Datei hochladen | Dr. Ernst Karl Winter Soziologe, Historiker und Philosoph 1895 — 1959 Vizebürgermeister der Stadt Wien 1934 — 1936 Sein Lebenswerk galt der Versöhnungspolitik mit der Sozialdemokratie (Aktion Winter) Wien, September 1996 | Ernst Karl Winter - Gedenktafel                                                                    | Gedenktafel | Thimiggasse 63–69 Standort                      | (1996) | |

## Gedenktafeln für Ereignisse, Organisationen und Orte
| Foto |                 | Inschrift | Name                                                        | Typ         | Standort                       | Beschreibung           | Metadaten |
| ---- | --------------- | --- | ----------------------------------------------------------- | ----------- | ------------------------------ | ---------------------- | --------- |
| ja   | Datei hochladen | Im Hof dieses Hauses stand eine um 1890 nach Plänen des Architekten Jakob Modern erbaute Synagoge. Zerstört in der „Reichskristallnacht“ am 10. November 1938. | Synagoge Währing / Währinger Tempel - Gedenktafel ID: 96529 | Gedenktafel | Schopenhauerstraße 39 Standort | Metall (Bronze) (1988) |           |
| ja   | Datei hochladen | Diese Eiche wurde am 7. Juni 1925 dem Tage der Eröffnung des Schubert Parkes vom Bürgermeister Karl Seitz gepflanzt                                            | Karl-Seitz-Eiche – Gedenkstein ID: 91548                    | Gedenkstein | Schubertpark Standort          | (1925)                 |           |
| ja   | Datei hochladen | Diese Eiche wurde am 12. Oktober 1923 dem Tage der Eröffnung des Währinger Parkes vom Bürgermeister Jakob Reumann gepflanzt                                    | Jakob Reumann Eiche – Denkmal ID: 106225                    | Gedenkstein | Währinger Park Standort        | (1923)                 |           |